# Římskokatolická farnost Žabokliky
Římskokatolická farnost Žabokliky (lat. Schaboglickium) je církevní správní jednotka sdružující římské katolíky na území vesnice Žabokliky a v jejím okolí. Organizačně spadá do lounského vikariátu, který je jedním z 10 vikariátů litoměřické diecéze. Centrem farnosti je kostel svatého Bartoloměje v Žaboklikách.

## Historie farnosti
Již kolem roku 1200 existovala v místě plebánie. Farnost byla kanonicky znovu zřízena roku 1669. Od tohoto roku jsou také vedeny matriky.

### Duchovní správcové vedoucí farnost
Začátek působnosti jmenovaného v duchovní správě farnosti od:
- 1654 Johann Schubert von Scheibenfels
- 1669 Michael Lemke
- 1671 Georg Adalbert Frischmann
- 1691 Peter Czumpelius
- 1698 Adam Franz Siegl
- 1705 Andreas Josef Hammerschmiedt
- 1719 Franz Müller
- 1727 Josef Haberkorn (arcibiskupský okrskový vikář)
- 1736 Johann David Pecher
- 1755 Johann Clave (biskupský okrskový vikář)
- 1770 Christoph Krieger, † 21. 3. 1800
- 1800 Franz Pollet, n. 17. 9. 1748 Maschav., o. 19. 3. 1774, † 21. 5. 1830
- 1830 par. vacat, cap. Augustin. Münnich
- 1830 Matthias Chwoika (okrskový vikář), n. 12. 2. 1784 Pladnens. o. 9. 4. 1809, † 30. 11. 1848
- 1848 Augustin Münnich, n. 19. 7. 1794 Leipa, o. 14. 8. 1819, † 19. 8. 1877
- 1877 par. vacat, admin. interc. Joann. Christof
- 1877 Florian Heller, n. 22. 3. 1820 Mertensdorf, 25. 7. 1843, † 23. 3. 1879
- 1879 Josef Hanff (děkan), n. 12. 9. 1815 Maschav., o. 1. 8. 1839, † 19. 7. 1890
- 1890 par. vacat, admin. interc. excurr. Jos. Prückner
- 1891 Adolf Glatz (děkan)[3], n. 29. 5. 1845 Radigau, o. 20. 7. 1869, † 24. 5. 1918
- 1917 Eduard. Federle, n. 7. 6. 1864 Kaaden, o. 16. 5.1889, † 30. 11. 1921
- 1923 Jos. Pískač, n. 21. 1. 1864 Hožátov, o. 22. 5. 1887, † 11. 8. 1928
- 1928 par. vacat, admin. excurr. interc. Anton. Schindler
- 1930 Joann. Pleyer, n. 16. 9. 1874 Schönau, o. 17. 7. 1898, † 19. 10. 1955
- 1938 par. vacat, admin. interc. Anton. Schindler
- 1939 Johann Hoidn, n. 1. 11. 1899 Sattelberg, o. 11. 7. 1926, † 10. 12. 1952
- 1. 4. 1943 par. vacat, admin. excurr. Anton. Schindler
- 1. 5. 1946 Václav Tangl
- 20. 1. 1954 Karel Qualizza
- 1. 6. 1954 Josef Honzík
- 17. 9. 1963 Ignác Stodůlka
- 26. 2. 1964 Antonín Pospíšil
- 1. 4. 1968 Jaroslav Saller, CSsR, admin. exc. z Nového Sedla u Žatce (do té doby byl mimo duch. správu)[4]
- 1. 1. 1975 Václav Vávra CSsR
- 1. 7. 1993 Aleksander Siudzik, CSsR, admin. exc.[5]

Kromě kněží stojících v čele farnosti, působili ve farnosti v průběhu její historie i jiní kněží. Většinou pracovali jako farní vikáři, kaplani, katecheté, výpomocní duchovní aj.

## Území farnosti
Do farnosti náleží území obce:
- Břežany (Pressern)[p 1]
- Číňov (Schinau,[2] Schünau[6])[p 1]
- Sedčice (Sedschitz)[p 1]
- Větrušice (Wedruschitz)[p 1]
- Žabokliky (Schaboglück)[p 1]

## Římskokatolické sakrální stavby na území farnosti
| | Fotografie | Stavba                   | Místo     | Bohoslužby                      | Zeměpisné souřadnice             | Status          | Číslo kulturní památky           |
| Kostely | Kostely    | Kostely                  | Kostely   | Kostely                         | Kostely                          | Kostely         | Kostely                          |
| --- | ---------- | ------------------------ | --------- | ------------------------------- | -------------------------------- | --------------- | -------------------------------- |
| 1. |            | Kostel sv. Bartoloměje   | Žabokliky | bližší informace o bohoslužbách | 50°19′7″ s. š., 13°27′16″ v. d.  | farní kostel    | 10001/5-1395 (Pk•MIS•Sez•Obr•WD) |
| 2. |            | Kostel sv. Šimona a Judy | Břežany   | bližší informace o bohoslužbách | 50°20′59″ s. š., 13°27′42″ v. d. | filiální kostel | 43534/5-1069 (Pk•MIS•Sez•Obr•WD) |
| Některé drobné sakrální stavby a pamětihodnosti lze dohledat zde v databázi Drobné sakrální památky Zaniklé sakrální stavby lze dohledat zde v databázi Poškozené a zničené kostely, kaple a synagogy v České republice |            |                          |           |                                 |                                  |                 |                                  |

Ve farnosti se mohou nacházet i další drobné sakrální stavby, místa římskokatolického kultu a pamětihodnosti, které neobsahuje tato tabulka.

## Příslušnost k farnímu obvodu
Z důvodu efektivity duchovní správy byl vytvořen farní obvod (kolatura) farnosti – děkanství Podbořany, jehož součástí je i farnost Žabokliky, která je tak spravována excurrendo.